# Frank Buchanan (Politiker, 1902)
Frank Buchanan (* 1. Dezember 1902 in McKeesport, Pennsylvania; † 27. April 1951 in Bethesda, Maryland) war ein US-amerikanischer Politiker. Zwischen 1946 und 1951 vertrat er den Bundesstaat Pennsylvania im US-Repräsentantenhaus.

## Werdegang
Frank Buchanan besuchte die öffentlichen Schulen seiner Heimat und studierte danach bis 1925 an der University of Pittsburgh. Zwischen 1924 und 1928 sowie nochmals von 1931 bis 1942 unterrichtete er in Homestead und McKeesport als Lehrer. Dazwischen war er von 1928 bis 1931 Autohändler. Gleichzeitig war er von 1928 bis 1946 als Wirtschaftsberater tätig. Politisch war er Mitglied der Demokratischen Partei. Von 1942 bis 1946 übte er das Amt des Bürgermeisters von McKeesport aus.
Nach dem Rücktritt des Abgeordneten Samuel A. Weiss wurde Buchanan bei der fälligen Nachwahl für den 33. Sitz von Pennsylvania als dessen Nachfolger in das US-Repräsentantenhaus in Washington, D.C. gewählt, wo er am 21. Mai 1946 sein neues Mandat antrat. Nach drei Wiederwahlen konnte er bis zu seinem Tod am 27. April 1951 im Kongress verbleiben. Diese Zeit war von den Ereignissen des Kalten Krieges geprägt. Von 1949 bis 1951 war Buchanan Vorsitzender des Select Committee on Lobbying Activities.
Nach seinem Tod wurde seine Frau Vera in einer Sonderwahl als seine Nachfolgerin in den Kongress gewählt.